# Луїза Сан-Феліче (роман)
«Луї́за Сан-Фелі́че» — історичний роман французького письменника Александра Дюма (батька), написаний у 1863—1865 роках. Перша частина однойменної трилогії, до якої також увійшли романи «Емма Лайона» і «Доля Сан-Феліче». Сюжет твору оповідає історію кохання двох неаполітанських революціонерів, яка розгортається у часи існування Партенопійської республіки і санфедистської реставрації. На створення роману письменника надихнув життєпис Луїзи Моліни Сан-Феліче, а також епізод з життя його батька — генерала Александра Дюма, на долю якого бурбонська династія мала трагічний вплив.

## Історія
1859 року, щойно повернувшись з мандрівки Росією, Александр Дюма спланував відвідати Грецію і Ближній Схід, для чого придбав шхуну «Емма». Однак на початку 1860 року, дізнавшись про похід Джузеппе Гарібальді на Сицилію, він натомість вирушив до Італії. На це рішення вплинули спогади про батька — французького генерала Александра Дюма, який в часи Партенопійської республіки зазнав переслідувань з боку неаполітанської королівської родини. Ув'язнення і декілька замахів на життя генерала підірвали його здоров'я і спричинили передчасну смерть. Отже, вважаючи династію Бурбонів особистими ворогами, письменник вирішив допомогти республіканським силам.
Шхуна відплила з Франції 9 травня 1860 року і прибула до Палермо. Тут Дюма познайомився з Гарібальді, передав на потреби революційного війська 50 тисяч франків власних заощаджень, а потім за наказом командувача вирушив до Марселя, щоби придбати зброю для революціонерів. 7 вересня він повернувся до Неаполя, де за розпорядженням Гарібальді обійняв почесну посаду директора розкопок і музеїв, а також почав видавати газету «L'Indipendente».
Одночасно з видавничою діяльністю він збирав матеріал для власної праці «Історія неаполітанських Бурбонів». Ця книга претендувала на наукову точність, а тому по деякім часі письменник відчув необхідність написати художній твір, який би у вільній формі розповідав читачам про найцікавіші сторінки італійської історії. За основу сюжету він вирішив взяти життєпис неаполітанської дворянки Луїзи Моліни Сан-Феліче, яка за прикрим збігом обставин спричинилася до смерті одного зі своїх коханців, а потім була страчена за наказом короля Фердинанда I.
Як зазначив автор у прикінцевій частині роману «Луїза Сан-Феліче», він почав роботу над твором у власний день народження — 24 липня 1863 року, а закінчив 25 лютого 1865. Роман вперше друкували частинами у двох видавців: французькою у паризькій газеті «La Presse» з 15 грудня 1863 року по 3 березня 1865-го та італійською в газеті «L'Indipendente» з 10 травня 1864 по 28 жовтня 1865-го. Після публікації перших глав твору до видавців звернулася дочка Луїзи Сан-Феліче — Марія Еммануелла. В листі від 25 серпня 1864 року вона прохала Дюма виправити біографічні неточності в портреті його головної героїни, а саме відомості щодо чоловіка Луїзи. Письменник у зворотному листі від 15 вересня того ж року відповів, що ці неточності, по-перше, є частиною його художнього задуму, згідно з яким він намагався створити романтичний образ Сан-Феліче, що відтворював би головні риси її особистості, а не формальні деталі життя; по-друге, нарікав, що на його попереднє прохання надати відомості про матір Марія Еммануелла не відгукнулася. За твердженням письменника, дочка грубо відмовила («Не кажіть мені про цю жінку, я її стидаюся!»), але сама Марія Еммануелла згодом цей факт заперечувала.

## Сюжет
Король Обох Сицилій Фердинанд I і його дружина Марія Кароліна зустрічають корабель англійського адмірала Гораціо Нельсона, який щойно переміг французьку ескадру при Абукірі. У постаті прославленого англійця вони бачать єдино можливий захист від Французької республіки, яка загрожує їхньому престолу. Французький посол, обурений такими почестями, оголошує неаполітанському королю війну. В цей же час у руїнах замку королеви Джованни збираються заколотники. До них прибуває посланець французького генерала Шампіонне Сальвато Пальмієрі. Він мав би передати французькому послу звістку, але потрапляє у пастку королівських шпигунів і важко поранений опиняється в будинку Луїзи Сан-Феліче.
Дворянка Сан-Феліче мешкає на околиці Неаполя разом зі своїм чоловіком, якого знає змалку і поважає як батька. В цю ніч до неї прийшла гадалка і передбачила дівчині страту через рокове кохання. Її молочному братові Мікеле віщунка напророчила погони полковника і повішання. Луїза переховуючи і лікуючи пораненого Сальвато, закохується в нього.
Фердинанд I стає жертвою політичної афери королеви та її фаворита Джона Актона. Отримавши фальшиве підтвердження про допомогу від австрійського імператора, він йде у похід на окупований французами Рим, але там зазнає нищівної поразки. Королівське подружжя біжить на Сицилію, покинувши Неаполь напризволяще. Під час втечі король користається судном Нельсона, порушивши тим самим обіцянку, дану неаполітанському адміралові Карачолло. Однак Карачолло прибуває до Палермо першим і проводить англійське судно у порт як лоцман. Як наслідок, між двома адміралами виникає взаємна ненависть.
Французи вступають до Неаполя і оголошують створення Партенопійської республіки. Сальвато Пальмієрі в їхніх лавах обіймає посаду генерала, до нього приєднується Мікеле та інші заколотники. Поки кавалер Сан-Феліче перебуває у почті принца на Сицилії, Луїза і Сальвато віддаються коханню. Тим часом король посилає на материк свого вірного друга кардинала Руффо, який обіцяє повернути недолугому монархові владу. Без грошей і зброї кардинал починає формувати військо, залучаючи будь-які людські ресурси, включно з розбійниками і каторжниками. Обидві сторони конфлікту ведуть запеклі бої і жорстоко мстяться переможеним.
До будинку Сан-Феліче приходить банкір Андреа Беккер. Закохавшись в Луїзу ще за часів її дівоцтва і здогадуючись про її кохання до Сальвато Пальмієрі, він жертовно попереджає жінку про роялістський заколот, метою якого є знищення усіх прихильників республіки в Неаполі. Отримавши від шанувальника охоронну карту, Луїза передає її Сальвато, не розкриваючи йому ім'я банкіра. Свідком цього стає Мікеле, який попереджає про заколот генерала Шампіонне. Французи страчують батька і сина Беккерів. Народ звинувачує в зраді Луїзу Сан-Феліче. Король, дізнавшись про цю новину, прирікає її до страти.
Кардинал Руффо бере Неаполь в облогу й укладає з республіканцям договір про почесну капітуляцію, за умовами якої усім повсталим буде збережене життя і надана можливість емігрувати до Франції. В цей час на допомогу прибуває адмірал Нельсон і «скасовує» укладений договір. Усі республіканці, включно з Сальвато і Луїзою, потрапляють до в'язниць. Адмірала Карачолло, який перейшов на бік республіки, заарештовують і страчують всупереч діючим законам. Більшість повстанців страчують, однак Сальвато вдається втекти, а Луїзі виконання смертного вироку відстрочують через її вагітність. Сальвато влаштовує коханій побіг з в'язниці, під час якого його вбивають. Останньою в шерегу жертв невдалої революції стає і Луїза Сан-Феліче.

## Персонажі

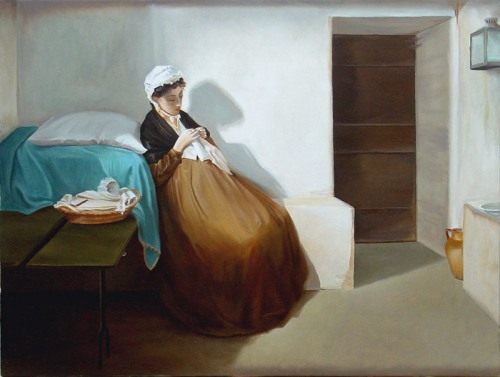
«Луїза Сан-Феліче в карцері» (Джоакіно Тома, 1874).

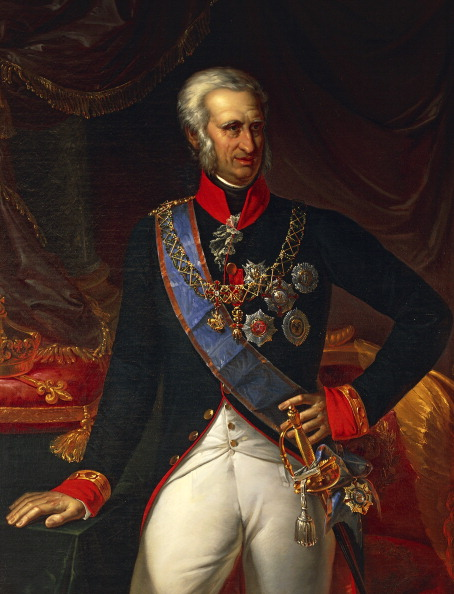
Фердинанд I.

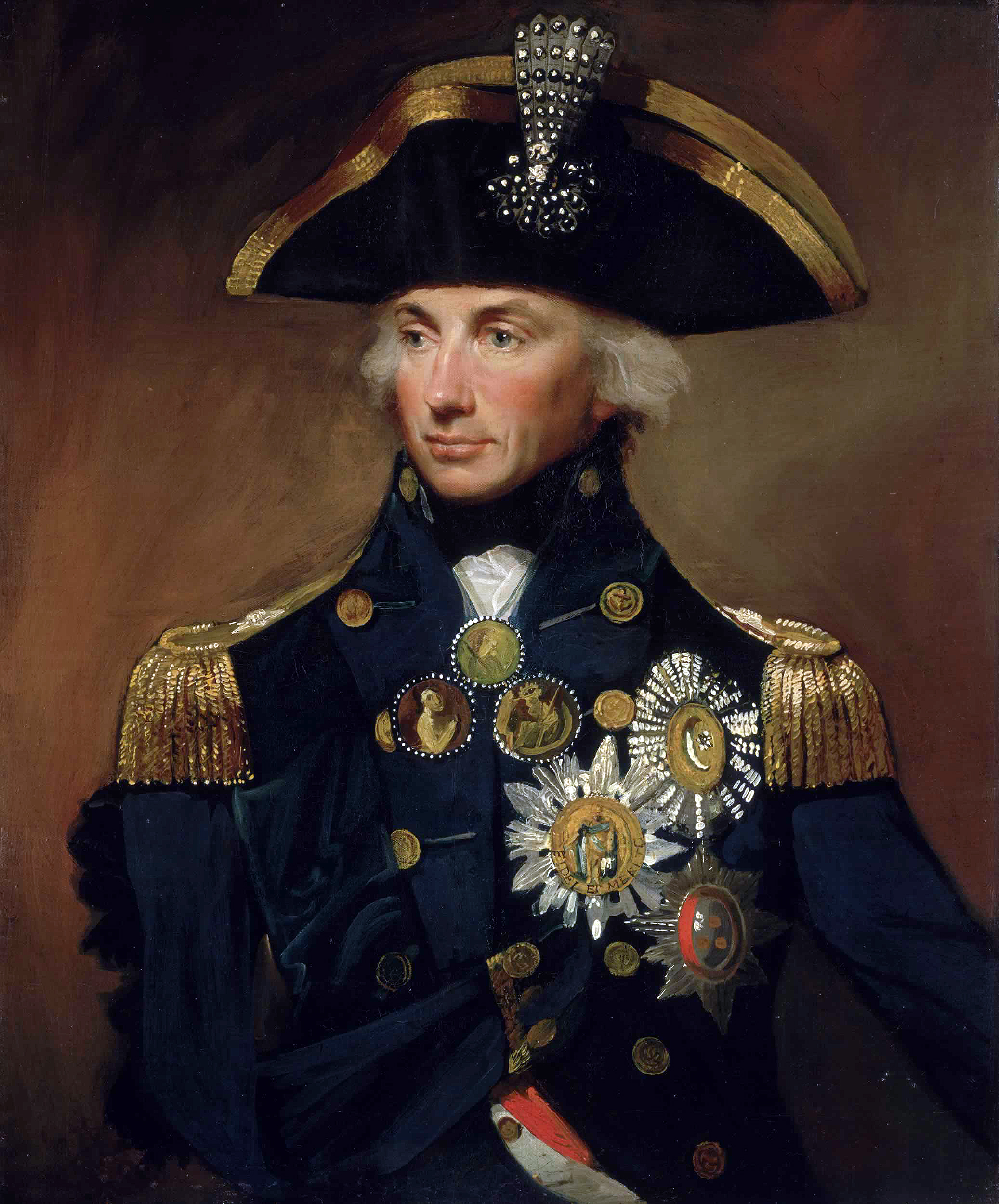
Гораціо Нельсон.

Луїза Сан-Феліче — реальна історична особа, неаполітанська дворянка. Маючи двох поклонників, отримала повідомлення про контрреволюційний заколот і «охоронний квиток» від першого, а передала його другому, який і викрив усю операцію. Була проголошена «рятівницею Республіки», під час роялістської реставрації за цей «подвиг» страчена. В народній пам'яті залишилася як випадкова жертва реакціонерів. Александр Дюма не тільки вивів її в цьому амплуа, але й значно ідеалізував її образ: у романі Луїзу показано як багату сироту, дочку загиблого князя, насправді вона мала не дуже відомих і заможних батьків; в романі героїня не видає свого поклонника-рояліста, замість неї цю ганебну роботу виконує наївний Мікеле, вона ж, залишаючись непосвяченою у дійсний стан подій, виглядає справжньою мученицею. Епізод з вагітністю Луїзи також не відповідає дійсності, однак його мотиви були запозичені з життя іншої дворянки — Марії Терези ді Сан-Клементе.
Сальвато Пальмієрі — вигадана постать з усіма ознаками романтичного героя. Цей персонаж змальований молодим, привабливим, шляхетним, багатим, надзвичайно мужнім і сміливим. Протягом більшої частини роману Сальвато неймовірно щастить, у всіх боях він виходить переможцем, чудом виживає під час замаху у двобої проти шістьох убивць. Попри молодість і рвучкість Пальмієрі демонструє виваженість і мудрість в тих ситуаціях, де потрібен холоднокровний аналіз подій. Але оскільки Директорія не завжди приймає його поради, то зрештою це призводить до поразки Партенопійської республіки. Очевидно, що вустами цього персонажа письменник висловлює власні думки з приводу того, як мали б розгортатись події.
Мікеле — молочний брат Луїзи Сан-Феліче, вигадана постать. Щиро відданий своїй сестрі-аристократці, він, водночас, залишається яскравим прикладом людини із народу. Нерозумний (має прізвисько Мікеле-дурник), неграмотний, бідний напівсирота виявляє надзвичайну релігійність і забобонність, а разом з тим войовничість. Спочатку його агресія спрямована проти республіканців, але після того як Сальвато рятує йому життя, Мікеле з такою ж невмотивованою відданістю починає служити повстанцям. Не будучи впливовим персонажем, він фігурує в багатьох главах роману, виконуючи роль сполучної ланки між різними героями.
Андреа Беккер — молодий банкір, безнадійно закоханий в Луїзу. В романі він гине через спробу врятувати її та Сальвато (був зраджений випадковим свідком Мікеле). Прототипом для цього персонажа послужив Джерардо Беккер, один з коханців Луїзи, який в реальному житті також був таємним роялістом, як і літературний герой. Сцена приготування до страти батька й сина Беккерів є прикладом виняткової шляхетності ділків, хоча і належить до письменницьких вигадок. В дійсності батько Беккера не був страчений і на суді проти Луїзи домагався смертного вироку для неї.
Кавалер Сан-Феліче — законний чоловік головної героїні. Хоча насправді така людина існувала, однак реальний подруг Луїзи аніскільки не був схожий на того персонажа, якого створив Александр Дюма. В романі це старий чоловік, інтелігент, закоханий у науку, і відданий друг батька Луїзи, який бере на себе обов'язок виховання дівчинки, а потім одружується на ній начебто на вимогу відданої вихованки. Оскільки подружжя зв'язує суто платонічна любов, то і зрада Луїзи в романі виглядає не як тяжкий злочин. До того ж кавалер Сан-Феліче змальований мудрим і милосердним старцем, який аж настільки прощає зраду жінки, що допомагає рятувати обох коханців. В дійсності Андреа Сан-Феліче був молодим марнотратом, якого разом з дружиною позбавили права виховувати власних дітей. Після арешту Луїзи він кинув її напризволяще.

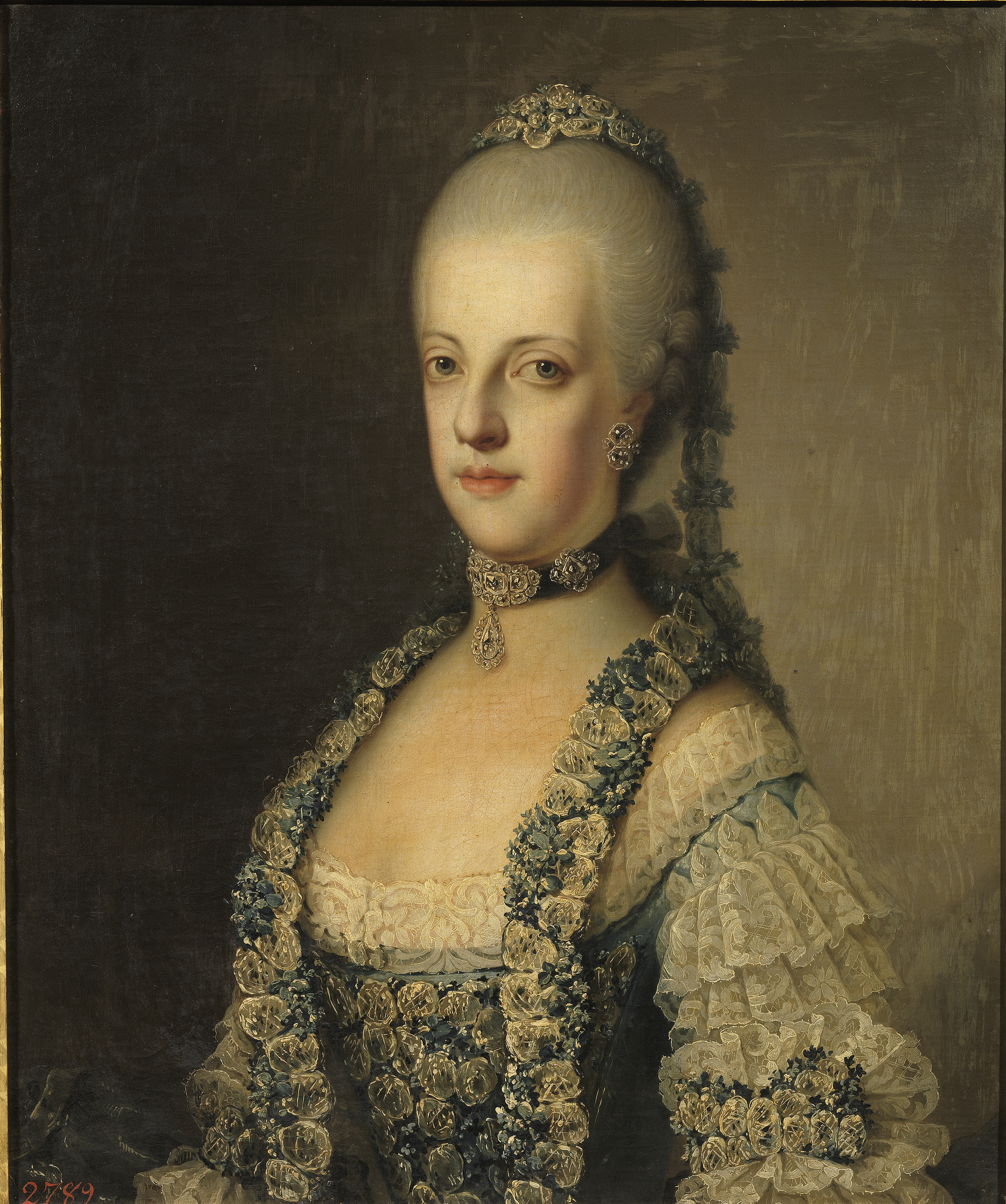
Марія Кароліна Австрійська.

Фердинанд I — король Обох Сицилій, реальна історична постать, яку Дюма намагався показати об'єктивно. Не приховуючи свого негативного ставлення до дурного, невихованого, лінивого, боязкого, зрадливого, невдячного і гулящого монарха, письменник на початку роману пояснює такий букет недоліків грубими вадами виховання, як були допущені зумисне. Попри психологічну й політичну залежність від власної, значно освіченішої, дружини король намагається приймати самостійні рішення, але стає жертвою ворожого іноземного оточення, якому вдається викривити зовнішню політику королівства, що і призводить до початку жахливої громадянської війни.

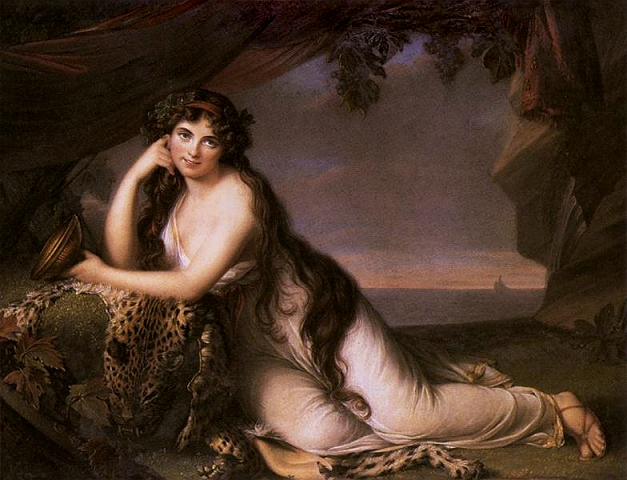
Емма Гамільтон.

Марія Кароліна — неаполітанська королева і дружина Фердинанда I, реальна історична особа. Змальована розумною, владною, жадібною до визнання жінкою, позбавленої справжньої мудрості, схильної досягати мети будь-якими засобами. Саме вона — головна причина і рушій політичних подій, які призводять до війни в її володіннях. Дюма також послідовно підкреслює неприродну прихильність Кароліни до своєї фаворитки Емми Гамільтон, натякаючи на можливий гомосексуальний зв'язок.
Емма Гамільтон — реальна історична постать, дружина англійського посла Вільяма Гамільтона, коханка Гораціо Нельсона. Письменник зобразив її справжню суть, яка за життя Емми була прихована її високим соціальним статусом і дружбою з впливовими особами, — фактично Емма є повією на службі у високопосадовців, які використовують її для владнання особистих справ. Хоча у романі її показано другорядною героїнею, але в ряді епізодів її вплив на політичні події є вирішальним (залучення Нельсона до союзників неаполітанської королеви, перемови з кардиналом Руффо).
Гораціо Нельсон — реальна історична постать, прославлений англійський адмірал. В романі «Луїза Сан-Феліче» він фігурує лише в окремих епізодах, але значущість його особи жодним чином не применшена. Саме його союзницька підтримка створює умови для початку війни, його професійна ревність стає причиною конфлікту з адміралом Карачолло, а його ненависть призводить як до смерті адмірала, так і до загибелі усіх неаполітанських патріотів. Віддаючи належне військовому генію Нельсона, Александр Дюма відкриває перед читачами маловідомий негативний бік життя цієї людини.
Адмірал Карачолло — реальна історична постать, неаполітанський флотоводець. Походив з прославленого роду, мав бездоганний службовий список, після знищення флоту королем Фердинандом I подав у відставку. Побоюючись конфіскації майна республіканцями, подався до них на службу, за що був звинувачений у зраді. Осуджений і страчений в обхід законодавчих формальностей, однак після смерті залишився шанованим у народі і був похований з почестями.
Кардинал Руффо — реальна історична постать, прелат на службі Фердинанда I, а також його близький і відданий друг. Дюма не приховує темних сторінок з молодості кардинала (крадіжки з папської скарбниці), однак при цьому постійно наголошує на неправдивому образі, який склали історики цьому політичному діячеві. Попри те, що в історичний науці Руффо заведено вважати реакціонером, який фанатично захищав престол двох розбещених монархів, насправді, цей був мужній, мудрий і виважений політик. Поставлений перед необхідністю рятувати країну за відсутності грошей і війська, він змушений заручитися підтримкою народних ватажків, серед яких є жорстокі розбійники. Вдало проведеною воєнною кампанією він повертає трон Фердинанду I і намагається врятувати життя усім повстанцям, керуючись християнським прощенням, однак стає жертвою зухвалого обману з боку адмірала Нельсона.
Генерал Шампіонне — французький військовик, реальна історична постать. У романі фігурує в окремих епізодах, але його постать Дюма змалював детально. Шампіонне показано не тільки геніальним полководцем, яким він і був насправді, але також мудрою, високоосвіченою, милосердною людиною. З політичної арени його усунули несподівано, через відданість неаполітанським патріотам і обумовлений цим конфлікт з власним керівництвом.
Генерал Мак — австрійський полководець на службі неаполітанської династії, реальна історична постать. Дюма наголошує на невмотивовано високій оцінці істориків військового «генія» Карла фон Мака. Насправді генерал Мак виявився поганим стратегом і невмілим військовим керівником.
Александр Дюма — французький генерал, батько письменника. Фактично не є героєм роману, але побіжній згадці про нього автор присвятив цілу главу, з якої читач дізнається про нещасливу долю генерала і ту роль, яку зіграла в ній бурбонська династія.
Фра Пачифіко — колишній моряк, що став монахом-капуцином. Маючи мужню, але агресивну вдачу, заробляє на життя збиранням милостині, яке більш схоже на пограбування. В ключових епізодах книги «брат Миротворець» стає прямою причиною кривавого громадянського конфлікту, а згодом прямо приєднується до кардинала Руффо і бере участь у найзапекліших битвах. В його образі легко вгадати алегорію на клерикальні верстви загалом із притаманною їм нещирістю (усі дії фра Пачифіко суперечать його словам і статусу). У прикінцевих главах цей герой кається у скоєному злі (після смерті свого кумира адмірала Карачолло) і йде на прощу до Єрусалима.
Фра Дияволо — реальна історична постать. Колишній ремісник, що перетворився на розбійника і в цьому статусі приєднався до роялістського війська. Воював на боці кардинала Руффо, визначався жорстокістю, немилосердям до переможених, запеклістю у боротьбі з республіканцями і французами. Перетворення на погану людину письменник змалював як наслідок змагань за руку коханої жінки, в дійсності фра Дияволо подався у розбійники після вбивства власного роботодавця. Хоча у романі він згаданий побіжно, його постаті автор присвятив окрему главу, щоби яскравіше змалювати прибічників королівської влади.
Гаетано Маммоне — реальна історична постать. Колишній мірошник, ватажок селян на боці санфедистів, який вирізнявся надзвичайною жорстокістю, йому приписували канібальські звички. Не включений до основних сюжетних ліній роману, але його опису також присвячена окрема глава.
Джованніна — вигаданий персонаж, служниця Сан-Феліче. Змальована статною, гарною, але задумливою і гордовитою простолюдинкою, яка мріяла про шлюб зі шляхтичем. Будучи безнадійно закоханою в Сальвато, ревнувала його до господині, мстилася тій дрібними доносами.
Серед другорядних персонажів, які згадуються і більш-менш детально описані у різних частинах книги, є наступні:
- Джон Актон — прем'єр-міністр королівства Обох Сицилій, ірландець за походженням, реакціонер;
- Етторе Карафа — неаполітанський патріот, страчений під час реставрації;
- Доменіко Чірілло — лікар, гуманіст, страчений неаполітанський патріот;
- Ніколло Карачолло — племінник адмірала Карачолло, один з наймолодших революціонерів і єдиний з верхівки республіканців, якому вдалося вижити;
- Елеонора Фонсека Піментель — неаполітанська патріотка, поетеса, видавниця газети «Monitore Napoletano», жертва реакції;
- Марія Тереза ді Сан-Клементе — фрейліна королеви Кароліни і коханка Ніколло Карачолло, яка підтримувала республіканців;
- Франческо Піментель — неаполітанський генерал на службі у французів;
- Вільям Гамільтон — англійський посол, археолог, чоловік Емми Гамільтон.

## Аналіз твору
Роман «Луїза Сан-Феліче» створений на схилі життя письменника, коли його талан повністю розвинувся і пройшов випробування багатьма попередніми роботами. Книга написана у характерному для Александра Дюма стилі: основною лінією сюжету є романтична історія, побудована на вигаданих або частково реальних (видозмінених) подіях і героях, вона розвивається на численних побічних сюжетних лініях із залученням реальних персонажів, які відіграють роль історичного тла. Показово, що романтична лінія сюжету, призначена для розваги читача, не вирізняється глибоким опрацюванням, хоча і залишається цікавою завдяки несподіваним змінам подій, в той час як історичне тло письменник опрацьовує з надзвичайною ретельністю. Як неодноразово зазначає Дюма на сторінках свого роману, він не дозволяє в описі історичних подій і постатей змінити жодну деталь, навіть задля більшої видовищності. Водночас, ці історичні описи залишаються не менш цікавими, ніж романтичні сцени, оскільки письменник часто повідомляє про маловідомі, а подекуди, і зовсім невідомі факти. На доказ своєї правдивості він часто цитує історичні документи, вражає точними описами місць дії, детальною топонімікою.
За обсягом роман «Луїза Сан-Феліче» є одним з найбільших творів письменника. Через такий епічний формат книга загалом створює детальну і яскраву картину існування Партенопійської республіки — від передумов, які сприяли її появі, і до наслідків ліквідації цього короткочасного державного утворення. Дюма не приховує від читачів особистої зацікавленості у цій темі, розповідає про батька, в чийому житті бурбонська реставрація зіграла таку важливу роль, але суворо дотримується засад об'єктивності.
У фактологічній складовій твору це йому вдалося, як зазначено вище, письменник не дозволяє приховувати чи викривляти на користь сюжету жодного історичного факту. Але на сторінках книги Александр Дюма дає власні оцінки описуваних подій чи осіб. В особистих оціночних судженнях йому не вдалося уникнути суб'єктивності, подекуди алогізму і непослідовності. Наприклад, Дюма стверджує, що французи несли неаполітанському народові «прогрес», «Просвіту», «свободу, рівність і братерство», але не пояснює, чому «братні» іноземці не рахувались із запеклим спротивом корінних мешканців королівства, чому обіймали усі керівні посади, залишивши «звільненим» неаполітанцям виконавчі ролі, а також чому покинули своїх спільників, з якими їх пов'язував договір «про наступальний і захисний союз» у критичну мить існування Партенопійської республіки. Він також підкреслює миролюбність і гуманізм революціонерів на противагу жорстокості роялістів, втім, аналіз твору показує, що обидві сторони конфлікту вдавалися до схожих засобів ведення війни, як то: страти без суду, арешти за доносами, маніпуляції свідомістю нижчих забобонних верств населення. Показовим є чудо святого Януарія. Письменник не тільки заперечує надприродність описуваного явища, але й описує, як його двічі використали в своїх політичних цілях республіканці і роялісти. Дюма називає конфлікт між роялістами і республіканцями громадянською війною, згадуючи про зовнішній вплив тільки з боку королівської влади, але ігнорує той факт, що французи не були не тільки громадянами королівства Обох Сицилій, але навіть не були пов'язані з останніми культурними чи етнічними зв'язками.

## Визнання
Роман «Луїза Сан-Феліче» зазнав багатьох перевидань як французькою, так й іншими мовами. Зокрема, його переклали італійською, англійською, німецькою, іспанською, португальською, російською, польською, чеською, румунською, угорською. За мотивами твору було створено декілька фільмів: «Луїза Сан-Феліче» (фільм, 1942), «Луїза Сан-Феліче» (мінісеріал, 1966), «Емма Гамільтон» (фільм, 1968), «Луїза Сан-Феліче» (мінісеріал, 2004).